# Premio Sila
Il premio Sila  viene assegnato ad opere di narrativa e saggistica edite in Italia nell'anno in corso. Fu il primo premio letterario a essere creato nell'Italia meridionale.

## Storia
Il Premio nasce nel febbraio 1949 grazie all'iniziativa di Giacomo Mancini, dell'avvocato Mauro Leporace e di Raffaele Cundari. L'obiettivo del premio era di rilanciare l'attività culturale calabrese dopo il periodo fascista e il secondo dopoguerra. Il premio Sila divenne così il primo premio letterario dell'Italia meridionale.
Si decise di assegnare il premio nel mese di settembre, versando un milione di lire al vincitore. L'opera letteraria poteva essere un romanzo, racconto, poesia, teatro, storia o saggio, illustrante l'Italia meridionale o la Calabria. Primo presidente della giuria fu Leonida Repaci e la prima cerimonia si svolse nel palazzo della Prefettura di Cosenza. I primi vincitori del premio furono ex aequo Guido Dorso e Adolfo Omodeo.
Il premio s'interruppe fra il 1960 e il 1966 e quando riprende si decise di concentrarsi su tre linee direttrici: narrativa, saggistica e giornalismo. Quell'anno il presidente della giuria fu Giuseppe Ungaretti, gli altri membri furono: Luigi Baldacci, Carlo Bo, Michele Cozza, Raffaele Cundari, Enrico Falqui, Antonio Guarasci, Mauro Leporace, Walter Pedullà, Aurelio Roncaglia, Giuseppe Selvaggi. Il premio venne assegnato a Saverio Strati per la narrativa, Vincenzo Saletta per la saggistica e Caterina Lelj per il giornalismo. Ungaretti lasciò la presidenza della giuria nel 1970 per motivi di salute e fu sostituito da Carlo Bo.

## Il nuovo regolamento
Nel maggio 2010 nasce la Fondazione Premio Sila con lo scopo di modernizzare il premio, che viene diviso in tre sezioni:
- Letteratura;
- Economia e Società;
- “Sguardo da lontano”, dedicato a saggi e opere realizzati da autori stranieri o italiani che abbiano ad oggetto il Mezzogiorno, visto da una prospettiva esterna.

Il nuovo regolamento prevede inoltre di stimolare il carattere partecipativo al concorso letterario, individuando di anno in anno particolari categorie di lettori che siano in grado di fornire alla giuria orientamenti, non vincolanti. La giuria, può a sua discrezione  assegnare premi speciali alla carriera.